# Örntjärnen, Gästrikland
Örntjärnen är en sjö i Gävle kommun i Gästrikland och ingår i Hamrångeåns huvudavrinningsområde. Sjön har en area på 0,053 kvadratkilometer och ligger 69 meter över havet.

## Delavrinningsområde
Örntjärnen ingår i det delavrinningsområde (675206-156327) som SMHI kallar för Mynnar i Lillån. Medelhöjden är 75 meter över havet och ytan är 4,18 kvadratkilometer. Det finns inga avrinningsområden uppströms utan avrinningsområdet är högsta punkten. Vattendraget som avvattnar avrinningsområdet har biflödesordning 3, vilket innebär att vattnet flödar genom totalt 3 vattendrag innan det når havet efter 14 kilometer. Avrinningsområdet består mestadels av skog (77 procent) och sankmarker (20 procent). Avrinningsområdet har 0,05 kvadratkilometer vattenytor vilket ger det en sjöprocent på 1,3 procent.